# Рангин Дадфар Спанта
Рангин Дадфар Спанта (родился 15 декабря 1954 г.) — афганский политический деятель, занимавший должность советника президента Хамида Карзая по национальной безопасности. До этого он занимал пост министра иностранных дел с апреля 2006 года по январь 2010 года.
Он был назначен на эту должность президентом Карзаем во время перестановок в кабинете министров 21 марта 2006 г. и утверждён 20 апреля 2006 г. нижней палатой, состоящей из 249 человек. Ранее он был старшим советником по международным делам президента Хамида Карзая. 18 января 2010 года Залмай Расул стал министром иностранных дел Афганистана.

## Биография
Спанта родился 15 декабря 1954 года в Карухе, провинция Герат, где он получил начальное и среднее образование. Спанта свободно говорит на персидском языке, пушту, турецком, немецком и английском языках.
Спанта много лет был эмигрантом, так как во время афганской войны он бежал в Турцию, где получил степень магистра на факультете политических наук Университета Анкары. Несколько лет спустя он переехал в Германию, заявив, что он беженец в 1982 году. В Германии он стал ученым и доцентом политологии в  Рейнско-Вестфальском техническом университете, в то время он также работал представителем Альянса за Демократию в Афганистане, был активен в местной секции Немецкой партии зеленых и работал в местной неправительственной организации Eine Welt Forum Aachen eV во время своих визитов в Афганистан после падения режима Талибана. Он некоторое время преподавал в Кабульском университете.
10 мая 2007 года Волеси джирга, нижняя палата двухпалатной Национальной ассамблеи Афганистана, предприняла попытку вотума недоверия Спанте в связи с бедственным положением афганских беженцев. Попытка провалилась одним голосом, но два дня спустя Волеси джирге удалось лишить его статуса министра. 3 июня 2007 г. Верховный суд Афганистана по запросу президента Хамида Карзая объявил повторное голосование незаконным и восстановил Спанте статус министра. Существенный спор по этому вопросу остается между Волеси джиргой и Карзаем.
Когда Карзай представил свой список кандидатов в министры нового правительства после президентских выборов 2009 года, он объявил, что примет решение о назначении Спанты после Международной конференции по Афганистану в Лондоне 28 января 2010 года . 9 января 2010 года, когда президент Карзай представил свой второй список кандидатов Волеси джирге, он предложил заменить Спанту бывшим советником по безопасности Расулом.  Внезапно 18 января 2010 года Расул был выдвинут и принят кабульским парламентом в качестве нового министра иностранных дел.